# Женская сборная КНДР по волейболу
Женская национальная сборная КНДР по волейболу — представляет Корейскую Народно-Демократическую Республику на международных волейбольных соревнованиях. Управляющей организацией выступает Ассоциация волейбола КНДР.

## История
Корейская ассоциация волейбола образована в 1946 году. После раскола Кореи в 1948 году основана Ассоциация волейбола КНДР, в 1955 вступившая в ФИВБ. С 1949 проводятся чемпионаты КНДР по правилам классического волейбола (6х6).
Дебют женской волейбольной сборной КНДР в официальных международных соревнованиях состоялся в августе 1956 года на проходившем в Париже чемпионате мира. В ходе турнира северокорейские волейболистки провели 10 матчей, 4 из которых выиграли и в 6 проиграли, заняв 7-е итоговое место. Большой вклад в подготовку национальной команды внёс советский тренер Юрий Клещёв.
В декабре 1963 сборная КНДР уверенно выиграла азиатский олимпийский отборочный турнир, но на саму Олимпиаду-1964 в Японию ехать отказалась.
В первой половине 1970-х годов национальная команда КНДР входила в число сильнейших женских волейбольных сборных мира. В 1970 она стала бронзовым призёром чемпионата мира, проходившего в Болгарии, а через два года повторила свой бронзовый успех уже на Олимпийских играх в Мюнхене (ФРГ).
В дальнейшем на международную арену сборная КНДР выходила лишь эпизодически. После 1994 года северокорейские волейболистки ни разу не приняли участия в отборочных турнирах Олимпийских игр и лишь раз — в квалификации чемпионатов мира. Также лишь время от времени команда КНДР выступает и в континентальных волейбольных соревнованиях (чемпионатах Азии и Азиатских играх).

## Результаты выступлений и составы

### Олимпийские игры
| - 1964 — отказ от участия - 1968 — не участвовала - 1972 — 3-е место - 1976 — не участвовала - 1980 — не квалифицировалась - 1984 — не участвовала - 1988 — не квалифицировалась - 1992 — не квалифицировалась | - 1996 — не участвовала - 2000 — не участвовала - 2004 — не участвовала - 2008 — не участвовала - 2012 — не участвовала - 2016 — не участвовала - 2020 — не участвовала - 2024 — не участвовала |

- 1972: Ри Чхун Ок, Ким Мён Сок, Ким Цзун Бок, Кан Ок Сон, Ким Юн Чжа, Хван Хе Сок, Чжан Ок Рим, Пэк Мён Сок, Рём Чхун Чжа, Ким Со Дэ, Чжон Ок Чжин.

### Чемпионаты мира
| - 1952 — не участвовала - 1956 — 7-е место - 1960 — не участвовала - 1962 — 10-е место - 1967 — отказ от участия - 1970 — 3-е место - 1974 — отказ от участия - 1978 — отказ от участия - 1982 — не участвовала - 1986 — 14-е место | - 1990 — не квалифицировалась - 1994 — не квалифицировалась - 1998 — не участвовала - 2002 — не участвовала - 2006 — не участвовала - 2010 — не участвовала - 2014 — не участвовала - 2018 — не квалифицировалась - 2022 — не участвовала - 2025 — не участвовала |

- 1970: Кан Ок Сон, Ким Юн Чжа, Ким Юн Бок, Рим Юн Сок, Им Э Чжа, Хван Се Сок, Ким Со Дэ, Ён Ок Рим, Ён Ок Ин, Ри Хон Ок, Нам Гун Юн, Ким Мён Сок.

### Чемпионат Азии
| - 1975 — не участвовала - 1979 — не участвовала - 1983 — не участвовала - 1987 — не участвовала - 1989 — 5-е место - 1991 — 4-е место - 1993 — 9-е место - 1995 — не участвовала - 1997 — не участвовала - 1999 — не участвовала - 2001 — не участвовала | - 2003 — не участвовала - 2005 — 7-е место - 2007 — не участвовала - 2009 — не участвовала - 2011 — 6-е место - 2013 — не участвовала - 2015 — не участвовала - 2017 — не участвовала - 2019 — не участвовала - 2023 — не участвовала |

### Азиатские игры
| - 1962 — не участвовала - 1966 — не участвовала - 1970 — не участвовала - 1974 — 4-е место - 1978 — 4-е место - 1982 — 4-е место - 1986 — не участвовала - 1990 — 4-е место | - 1994 — не участвовала - 1998 — не участвовала - 2002 — не участвовала - 2006 — не участвовала - 2010 — 4-е место - 2014 — не участвовала - 2018 — не участвовала - 2022 — 7-е место |

- 2010: Ким Ын Чжон, Ким Ён Ми, Чжон Чжин Сим, Хан Ок Сим, Мин Ок Чжу, Чхве Рён, Ким Гён Сок, Ри Хён Сок, Нам Ми Хан, Ким Хе Ок, Ким Ок Хю, Ри Сон Чжон. Тренер — Кан Ок Сон.

### Восточноазиатские игры
- 2001 — ?
- 2009 — не участвовала
- 2013 —  3-е место

### Чемпионат Восточной Азии
- 2-е место — 2006.
- 3-е место — 2018, 2024.
- 5-е место — 2016.

### «Дружба-84»
- 1984 — 4-е место

### Игры доброй воли
- 1986 — 5-е место
- 1990 — не участвовала
- 1994 — не участвовала

## Состав
Сборная КНДР в чемпионате Восточной Азии 2024
| №  | Имя, фамилия  | Год рождения | Рост | Амплуа      | Клуб                                         |
| -- | ------------- | ------------ | ---- | ----------- | -------------------------------------------- |
| 2  | Пак Чжин Хи   |              | 160  | либеро      | Корейская Народно-Демократическая Республика |
| 3  | Чжон Чжин Сим | 1992         | 182  | нападающая  | «25 апреля» Пхеньян                          |
| 4  | Ким Чжин Хван | 1997         | 174  | нападающая  | «25 апреля» Пхеньян                          |
| 5  | У Рён Гён     | 2006         | 177  | центральная | Корейская Народно-Демократическая Республика |
| 7  | Ким Кук Хва   | 2003         | 178  | центральная | «25 апреля» Пхеньян                          |
| 8  | Сон Мён Чжу   |              | 168  | либеро      | Корейская Народно-Демократическая Республика |
| 9  | Ри Чжон Хван  | 1998         | 176  | связующая   | Корейская Народно-Демократическая Республика |
| 11 | Чхве Пок Хван | 2002         | 181  | нападающая  | «25 апреля» Пхеньян                          |
| 12 | Ким Хён Чжу   | 2002         | 182  | нападающая  | «25 апреля» Пхеньян                          |
| 14 | Чжо Син Гум   | 2003         | 179  | нападающая  | «25 апреля» Пхеньян                          |
| 15 | Пак Ир Бок    |              | 180  | нападающая  | Корейская Народно-Демократическая Республика |
| 16 | Пак Чжон Хван |              | 177  | связующая   | Корейская Народно-Демократическая Республика |
| 17 | Ан Хён А      |              | 176  | центральная | Корейская Народно-Демократическая Республика |

- Главный тренер — У Чун Сон.
- Тренеры — Хан Чжун Хёк, Ким Чхоль.